# Indirana

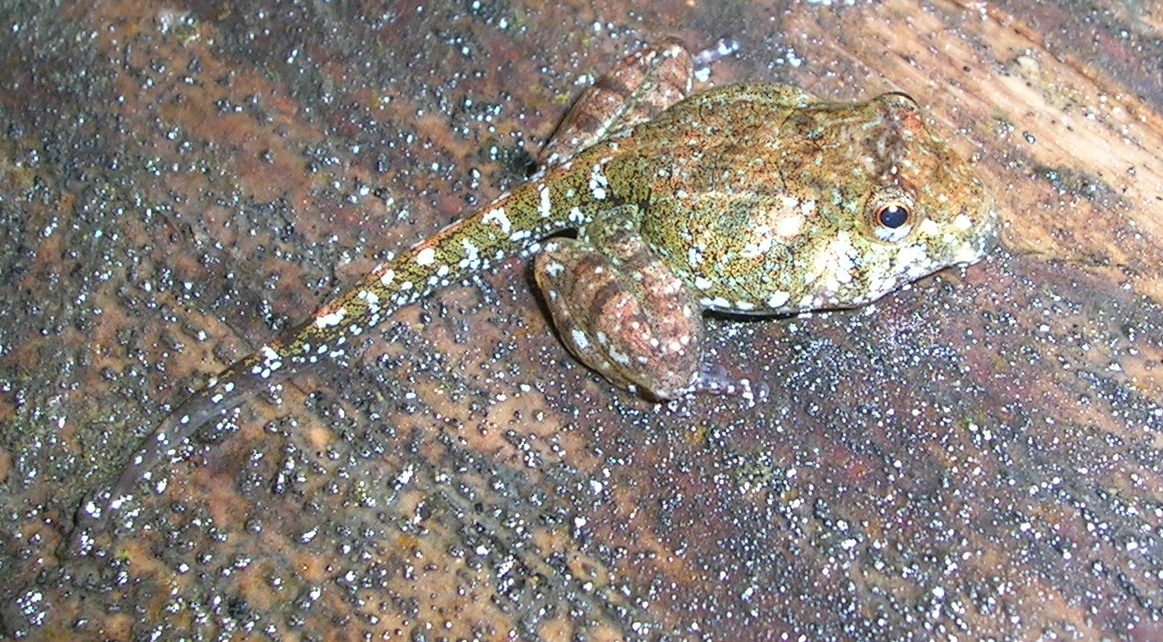
Indirana semipalmata ebihal

Az Indirana a kétéltűek (Amphibia) osztályába, a békák (Anura) rendjébe és a Ranixalidae családba tartozó nem. A nembe tartozó fajok India Nyugati-Ghátok hegyvonulatának endemikus élőlényei. Összefoglaló néven gyakran indiai békának is nevezik öket.
Az Indirana nem a békák egy ősi ágát képviseli, mely a többi békától mintegy 50 millió évvel ezelőtt ágazott el. Emiatt lett az Indirana gundia az evolúciós szempontból különleges és globálisan veszélyeztetett (Evolutionarily Distinct and Globally Endangered, EDGE) kétéltűek Top 100-as listáján a család jelképe.

## Jellemzőik
Az Indirana nembe tartozó fajok kis méretű, karcsú békák. Többnyire avarban vagy vízfolyások környékén találhatók meg. Az ebihalak hátsó lábán és a farkán nincs úszóhártya, veszély esetén ugrásra is képesek.

## Rendszerezésük
A Ranixalidae család és a családban lévő egyetlen nem, az Indirana státusza jelenleg jól megalapozott, bár ez nem mindig volt így. Hagyományos osztályozási rendszerek a Ranidae család Ranixalinae alcsaládjába sorolják a Nannophrys és a Nyctibatrachus nemmel együtt. A Ranixalinae alcsaládot egyes rendszerek a Nyctibatrachidae családba sorolják. Darrel R. Frost et al. (2006) a Petropedetidae családba helyezte őket.
A nembe az alábbi fajok tartoznak:
- Indirana beddomii (Günther, 1876)
- Indirana bhadrai Garg and Biju, 2016
- Indirana brachytarsus (Günther, 1876)
- Indirana chiravasi Padhye, Modak, and Dahanukar, 2014
- Indirana duboisi Dahanukar, Modak, Krutha, Nameer, Padhye, and Molur, 2016
- Indirana gundia (Dubois, 1986)
- Indirana leithii (Boulenger, 1888)
- Indirana longicrus (Rao, 1937)
- Indirana paramakri Garg and Biju, 2016
- Indirana salelkari Modak, Dahanukar, Gosavi, and Padhye, 2015
- Indirana sarojamma Dahanukar, Modak, Krutha, Nameer, Padhye, and Molur, 2016
- Indirana semipalmata (Boulenger, 1882)
- Indirana tysoni Dahanukar, Modak, Krutha, Nameer, Padhye, and Molur, 2016
- Indirana yadera Dahanukar, Modak, Krutha, Nameer, Padhye, and Molur, 2016